# Ctenomys sylvanus
Туко-туко деревний (Ctenomys sylvanus) — вид гризунів родини тукотукових, що проживає в провінціях Жужуй та Сальта на північному заході Аргентини.